# Gary Imhoff
Gary Lee Imhoff (ur. 27 sierpnia 1952 w Milwaukee) – amerykański aktor filmowy, telewizyjny i głosowy, okazjonalnie reżyser.
Jest scjentologiem.

## Wybrana filmografia

### Filmy
- 1994: Calineczka – książę Korneliusz (głos)
- 1998: Zielona mila – mężczyzna na egzekucji Delacroix

### Telewizja
- 1979: Taxi – Richard (1 odcinek)
- 1980: Waltonowie – Roland Riper (1 odcinek)
- 1995: Timon i Pumba – śpiewające żaby (głos) (1 odcinek)
- 1995–1998: Spiderman – Harry Osborn (głos) (23 odcinki)
- 1997: Gorączka w mieście
- 1998: Buffy: Postrach wampirów – nauczyciel (1 odcinek)
- 2003: Detektyw Monk – sędzia (1 odcinek)
- 2003: Carnivale – artysta (1 odcinek)
- 2007: Nie ma to jak hotel – doktor Fred Zippinpickle (1 odcinek)